# RMS Aquitania

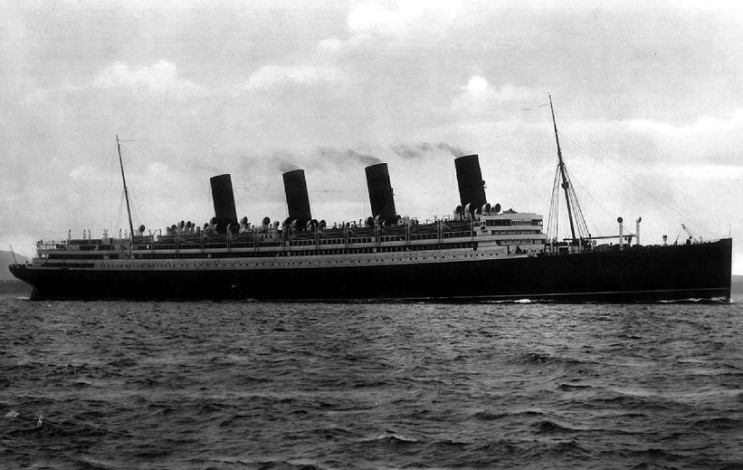
RMS Aquitania trong chuyến đi đầu tiên vào ngày 30-5-1914

RMS Aquitania là một tàu biển Cunard Line của Anh phục vụ từ năm 1914 đến 1950. Nó được thiết kế bởi Leonard Peskett và được xây dựng bởi John Brown & Company tại Clydebank, Scotland. Nó được hạ thủy vào ngày 21 tháng 4 năm 1913 [4] và đi thuyền trong chuyến đi đầu tiên từ Liverpool đến New York vào ngày 30 tháng 5 năm 1914. Aquitania là con tàu thứ ba trong bộ ba tàu tốc hành lớn của Cunard Line, trước RMS Mauretania và RMS Lusitania, và là tàu biển bốn ống khói cuối cùng còn sót lại. [5] Ngay sau khi tàu Royal Mail Ship Aquitania đi vào hoạt động, Thế chiến thứ nhất đã nổ ra, trong thời gian đầu tiên, nó được chuyển thành tàu cứu thương phụ trợ trước khi được chuyển thành tàu vận tải quân đội và tàu bệnh viện, đặc biệt là một phần của Chiến dịch Dardanelles.
Quay trở lại dịch vụ hành khách xuyên Đại Tây Dương vào năm 1920, nó phục vụ cùng với Mauretania và Berengaria. Được xem xét rộng rãi trong thời gian này là một trong những con tàu hấp dẫn nhất, Aquitania có được biệt danh "The Beautiful Ship" từ hành khách của mình. [3] Nó tiếp tục phục vụ sau khi sáp nhập Cunard Line với White Star Line vào năm 1934. Công ty đã lên kế hoạch nghỉ hưu và thay thế nó bằng RMS Queen Elizabeth vào năm 1940.
Tuy nhiên, Thế chiến II bùng nổ cho phép nó ở lại phục vụ thêm mười năm nữa. Trong chiến tranh và cho đến năm 1947, nó phục vụ như một đội quân vận chuyển. Nó đặc biệt được sử dụng để đưa lính Canada về nhà từ châu Âu. Sau chiến tranh, nó đã vận chuyển người di cư đến Canada trước khi Ủy ban Thương mại thấy nó không phù hợp với dịch vụ thương mại. Aquitania đã nghỉ hưu từ năm 1949 và bị loại bỏ vào năm sau. Làm tàu chở khách trong 36 năm, Aquitania trở thành tàu Cunard phục vụ lâu thứ hai sau RMS Scythia (37 năm). Kỷ lục đó tồn tại đến năm 2004 khi Nữ hoàng Elizabeth 2 trở thành tàu Cunard phục vụ lâu nhất.